# Boris Romanowitsch Rotenberg

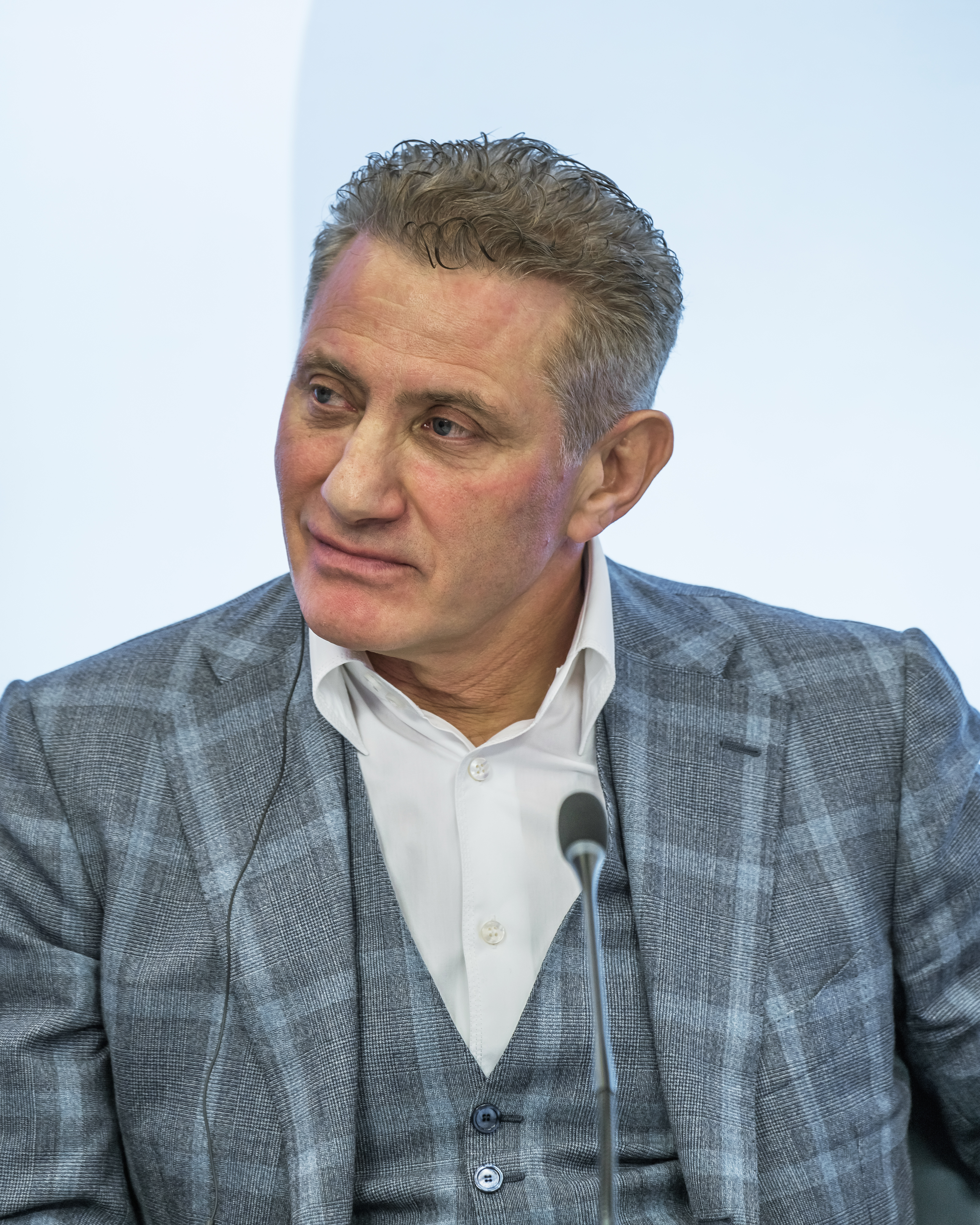
Boris Rotenberg (2018)

Boris Romanowitsch Rotenberg (russisch Борис Романович Ротенберг; * 3. Januar 1957 in Leningrad) ist ein russisch-finnischer Oligarch. Sein Milliardenvermögen verdiente er in enger Verbindung zum Staatskonzern Gazprom vorwiegend durch die Konstruktion von Gasleitungen in der Baubranche sowie in der Chemie-Branche. Er gilt als enger Jugendfreund des amtierenden russischen Präsidenten  Wladimir Putin. Boris Rotenberg ist der jüngere Bruder des Oligarchen Arkadi Rotenberg.

## Leben
Rotenberg wurde 1957 in einer Familie jüdischer Abstammung geboren.  Zwischen 1968 und 1978 beschäftigte er sich intensiv mit Kampfsportarten, insbesondere mit Judo. Er trainierte an der Seite von Wladimir Putin und gewann mehrere Auszeichnungen für die Sowjetunion. Im Jahr 1992 wurde er professioneller Judo-Trainer in Helsinki. Im Jahr 1998 kehrte er nach St. Petersburg zurück.
Boris Rotenberg besitzt zusammen mit seinem älteren Bruder Arkadi Rotenberg die Unternehmensgruppe „Stroy Gaz Montazh“ (Bau, Gas, Montage), kurz „SGM Group“. Sie vereint die Bau-Aktivitäten des Brüderpaars und ist Gazproms Hauptauftragnehmer für den Bau von Öl- und Gasleitungen. Mit einem Umsatz von 120 Milliarden Euro (2011) war Gazprom einst der größte Erdgasförder-Konzern der Welt, beschäftigt rund 450.000 Mitarbeiter und ist damit einer der größten Arbeitgeber Russlands.
Die Rotenberg-Brüder gründeten 2001 zudem die SMP Bank, die heute über 100 Geschäftsstellen in 40 russischen Städten unterhält, einen Ableger gibt es in Lettland. Die Hälfte der Filialen entfällt auf den Großraum Moskau, landesweit betreibt die Bank mehr als 9.000 Bank-Automaten und schaffte es zwölf Jahre nach ihrer Gründung erstmals in den Kreis der 40 größten Finanzinstitute Russlands.
Die guten Beziehungen zwischen Gazprom, der SGM Group sowie der SMP-Bank sind eine Folge der engen Verbundenheit zwischen Wladimir Putin und Boris Rotenberg, welcher als Mitglied der St.-Petersburg-Connection dem Machtzirkel Putins angehört.
Rotenberg ist seit 2013 Präsident des Fußballclubs FK Dynamo Moskau und Vizepräsident der Russischen Judoföderation, er ist verheiratet und hat vier Kinder. Einer seiner erwachsenen Söhne ist Roman Rotenberg, Marketing-Chef beim Eishockeyklub SKA Sankt Petersburg, der andere der Fußballprofi Boris Borissowitsch Rotenberg, der in seiner Laufbahn von diversen Vereinen der Premjer-Liga verpflichtet wurde, darunter Zenit Sankt Petersburg und Dynamo Moskau.
Als bislang teuerste Veranstaltung ihrer Art bescherten die XXII. Olympischen Winterspiele 2014 in Sotschi den Firmen Rotenbergs Aufträge für 20 Projekte in einem geschätzten Volumen von fünf Milliarden Euro. So entstand unter Rotenbergs Regie zum Beispiel die Küstenstraße nach Adler, wo der Olympische Park mitsamt zahlreichen Sportstätten entstand.
Im Zuge der völkerrechtswidrigen Annexion der Krim durch Russland 2014 verschärfte die US-Regierung (Kabinett Obama) ihre Sanktionen gegen Russland und damit auch direkt gegen die SMP-Bank. Bereits seit Beginn des russischen Kriegs in der Ukraine seit 2014 erkannten die Vertreter der NATO in Russland den treibenden Akteur hinter den Kampfverbänden der Separatisten. Daher verhängten die Vereinigten Staaten am 20. März 2014 Sanktionen gegen „enge Freunde“ des russischen Staatsoberhaupts. Neben Putins Stabschef Sergei Iwanow zählten dazu Gennadi Timtschenko und der ältere der Rotenberg-Brüder. Am 27. März 2014 boykottierten sowohl Visa als auch MasterCard die SMP Bank, die Investcapitalbank und die Bank Investitsionny Soyuz (Investment Union). Wenige Tage später wurde jedoch bekannt gegeben, dass die Institute die Kriterien, nach denen das US-Finanzministerium Wirtschaftssanktionen verhängt, nicht erfüllen. Ende Februar 2022, nachdem Putin die Krise in der Ukraine eskalierte, verhängte die britische Regierung Sanktionen gegen Boris Rotenberg und seinen Bruder Igor. Deren Vermögen in Großbritannien wurde eingefroren und es wurde ihnen die Einreise untersagt.
Im Zuge der Veröffentlichung der Panama Papers im April 2016 wurden unternehmerische Tätigkeiten Rotenbergs in der Öffentlichkeit bekannt.
Im Zusammenhang mit Ermittlungen gegen die Deutsche Bank berichtete Bloomberg News im April 2016 unter Berufung auf ungenannte Informanten, dass ein Teil der durch Mirror Trading in Dollar konvertierten Milliarden von den Rotenberg-Brüdern stammen sollen.
Im Januar 2020 berichtete der finnische Sender YLE, dass Rotenberg ein Gerichtsverfahren gegen vier finnische Banken vor dem Bezirksgericht Helsinki verloren habe. Rotenberg hatte sich darüber beschwert, dass die Banken ihm keine grundlegenden Bankdienstleistungen gewährten und er nicht in der Lage war, selbst kleine Überweisungen über seine finnischen Konten zu tätigen. Das Bezirksgericht Helsinki entschied, dass Rotenberg kein Recht auf grundlegende Bankdienstleistungen hat, weil er nicht dauerhaft im Europäischen Wirtschaftsraum wohnt. Rotenberg wurde verurteilt, die Prozesskosten der vier Banken in Höhe von 530.000 Euro zu tragen.
Am 22. Februar 2022 wurden Boris und sein Neffe Igor Rotenberg (russischer Milliardär und Geschäftsmann) von der Regierung des Vereinigten Königreichs im Zuge der russisch-ukrainischen Krise mit Sanktionen belegt.
Im März 2022 verschärfte die Regierung der Vereinigten Staaten die Sanktionen gegen Boris Rotenberg und sanktionierte seine Frau erstmals. Anfang April 2022 wurde Boris Rotenberg – wie zuvor bereits sein Bruder im März 2022 – auf eine Sanktionsliste der EU gesetzt.

## Privates
Boris Rotenberg ist seit 2009 in zweiter Ehe verheiratet. Er hat fünf Kinder: Roman, Boris und drei Töchter.

## Motorsport
Die SMP Bank hat Autorennteams unter der Marke SMP Racing gesponsert. Russische Fahrer wie Mikhail Aleshin, Sergey Sirotkin und Vitaly Petrov sind in der Formel 1, der Formel 2, der FIA World Endurance Championship, der IndyCar Series und der European Le Mans Series an den Start gegangen.
Rotenberg ist auch Eigentümer von BR Engineering, einem Konstrukteur von Rennwagen.

## Vermögen
Im August 2023 schätzte Forbes sein Nettovermögen auf 1,4 Mrd. US-Dollar. Er besaß eine Bombardier Challenger 300 mit der Registrierung M-ARRH, die jedoch 2019 von Credit Suisse beschlagnahmt und von Boutsen Aviation zum Verkauf angeboten wurde, aufgrund der gegen Rotenberg verhängten Sanktionen.